# 印度运载火箭发射列表
以下列表记录了印度共和国现代航天事业的各次运载火箭的发射情况。发射任务的最终目标高度凡高于地球海平面100千米的卡门线均被收录，未收录探空火箭的亚轨道任务。
- 失敗
- 部份成功
- 成功
- 計劃中

## 印度运载火箭发射列表
| 印度运载火箭发射列表                                                               | 印度运载火箭发射列表                     | 印度运载火箭发射列表 | 印度运载火箭发射列表                            | 印度运载火箭发射列表    | 印度运载火箭发射列表                                                        | 印度运载火箭发射列表 |
| ---------------------------------------------------------------------------------- | ---------------------------------------- | --- | ----------------------------------------------- | ----------------------- | --------------------------------------------------------------------------- | -------------------- |
| 1970年代 · 1980年代 · 1990年代 · 2000年代 · 2010年代 · 未来任务                    |                                          | |                                                 |                         |                                                                             |                      |
| 序号                                                                               | 运载火箭名称 （代号）                    | 有效载荷名称 | 发射起飞时间 （UTC） （UTC+5½）                 | 预定星箭分离轨道        | 发射地点                                                                    | 发射结果             |
| 1970年代：1979年 ↑                                                                 |                                          | |                                                 |                         |                                                                             |                      |
|                                                                                    |                                          | |                                                 |                         |                                                                             |                      |
| 1.                                                                                 | 卫星运载火箭3号（D1）                    | 罗希尼1A号 | 1979年8月10日 02时28分 07时58分                 | 近地轨道                | 斯里哈里科塔发射场一号发射工位 13°32′31″N 80°17′56″E / 13.5420°N 80.2990°E  | 失败                 |
| 1980年代：1980年－1981年－1983年－1987年－1988年 ↑                                 |                                          | |                                                 |                         |                                                                             |                      |
|                                                                                    |                                          | |                                                 |                         |                                                                             |                      |
| 2.                                                                                 | 卫星运载火箭3号（D2）                    | 罗希尼1号 | 1980年7月18日 02时33分45秒 08时03分45秒         | 近地轨道                | 斯里哈里科塔发射场一号发射工位 13°32′31″N 80°17′56″E / 13.5420°N 80.2990°E  | 成功                 |
|                                                                                    |                                          | |                                                 |                         |                                                                             |                      |
| 3.                                                                                 | 卫星运载火箭3号（D3）                    | 罗希尼2号 | 1981年5月31日 05时00分 10时30分                 | 近地轨道                | 斯里哈里科塔发射场一号发射工位 13°32′31″N 80°17′56″E / 13.5420°N 80.2990°E  | 部分成功             |
|                                                                                    |                                          | |                                                 |                         |                                                                             |                      |
| 4.                                                                                 | 卫星运载火箭3号（D4）                    | 罗希尼3号 | 1983年4月17日 05时46分 11时16分                 | 近地轨道                | 斯里哈里科塔发射场一号发射工位 13°32′31″N 80°17′56″E / 13.5420°N 80.2990°E  | 成功                 |
|                                                                                    |                                          | |                                                 |                         |                                                                             |                      |
| 5.                                                                                 | 加大推力卫星运载火箭（D1）               | SROSS-A号科学卫星 | 1987年3月24日 06时39分 12时09分                 | 近地轨道                | 斯里哈里科塔发射场一号发射工位 13°32′31″N 80°17′56″E / 13.5420°N 80.2990°E  | 失败                 |
|                                                                                    |                                          | |                                                 |                         |                                                                             |                      |
| 6.                                                                                 | 加大推力卫星运载火箭（D2）               | SROSS-B号科学卫星 | 1988年7月13日 09时18分 14时48分                 | 近地轨道                | 斯里哈里科塔发射场一号发射工位 13°32′31″N 80°17′56″E / 13.5420°N 80.2990°E  | 失败                 |
| 1990年代：1992年－1993年－1994年－1996年－1997年 ↑                                 |                                          | |                                                 |                         |                                                                             |                      |
|                                                                                    |                                          | |                                                 |                         |                                                                             |                      |
| 7.                                                                                 | 加大推力卫星运载火箭（D3）               | SROSS-C号科学卫星 | 1992年5月20日 00时30分 06时00分                 | 近地轨道                | 斯里哈里科塔发射场一号发射工位 13°32′31″N 80°17′56″E / 13.5420°N 80.2990°E  | 部分成功             |
|                                                                                    |                                          | |                                                 |                         |                                                                             |                      |
| 8.                                                                                 | 极地轨道卫星运载火箭（D1）               | IRS-1E号遥感卫星 | 1993年9月20日 05时12分 10时42分                 | 近地轨道                | 斯里哈里科塔发射场一号发射工位 13°32′31″N 80°17′56″E / 13.5420°N 80.2990°E  | 失败                 |
|                                                                                    |                                          | |                                                 |                         |                                                                             |                      |
| 9.                                                                                 | 加大推力卫星运载火箭（D4）               | SROSS-C2号科学卫星 | 1994年5月4日 00时00分 05时30分                  | 近地轨道                | 斯里哈里科塔发射场一号发射工位 13°32′31″N 80°17′56″E / 13.5420°N 80.2990°E  | 成功                 |
| 10.                                                                                | 极地轨道卫星运载火箭（D2）               | IRS-P2号遥感卫星 | 1994年10月15日 05时05分 10时35分                | 太阳同步轨道            | 斯里哈里科塔发射场一号发射工位 13°32′31″N 80°17′56″E / 13.5420°N 80.2990°E  | 成功                 |
|                                                                                    |                                          | |                                                 |                         |                                                                             |                      |
| 11.                                                                                | 极地轨道卫星运载火箭（D3）               | IRS-P3号遥感卫星 | 1996年3月21日 04时53分 10时23分                 | 太阳同步轨道            | 斯里哈里科塔发射场一号发射工位 13°32′31″N 80°17′56″E / 13.5420°N 80.2990°E  | 成功                 |
|                                                                                    |                                          | |                                                 |                         |                                                                             |                      |
| 12.                                                                                | 极地轨道卫星运载火箭（C1）               | IRS-1D号遥感卫星 | 1997年9月29日 04时47分 10时17分                 | 太阳同步轨道            | 斯里哈里科塔发射场一号发射工位 13°32′31″N 80°17′56″E / 13.5420°N 80.2990°E  | 部分成功             |
|                                                                                    |                                          | |                                                 |                         |                                                                             |                      |
| 13.                                                                                | 极地轨道卫星运载火箭（C2）               | Oceansat-1 · （ 印度） DLR-Tubsat · （ 德国） KitSat 3 · （ ） | 1999年5月26日 06时22分 11时52分                 | 太阳同步轨道            | 斯里哈里科塔发射场一号发射工位 13°32′31″N 80°17′56″E / 13.5420°N 80.2990°E  | 成功                 |
| 2000年代：2001年－2002年－2003年－2004年－2005年－2006年－2007年－2008年－2009年 ↑ |                                          | |                                                 |                         |                                                                             |                      |
|                                                                                    |                                          | |                                                 |                         |                                                                             |                      |
| 14.                                                                                | 地球同步轨道卫星运载火箭1A型号（D1）     | IRS-1D号遥感卫星 | 2001年4月18日 10时13分 15时43分                 | 地球同步轉移軌道        | 斯里哈里科塔发射场一号发射工位 13°32′31″N 80°17′56″E / 13.5420°N 80.2990°E  | 失败                 |
| 15.                                                                                | 极地轨道卫星运载火箭（C3）               | IRS-1D号遥感卫星 | 2001年10月22日 04时53分00秒 10时23分00秒        | 太阳同步轨道 大椭圆轨道 | 斯里哈里科塔发射场一号发射工位 13°32′31″N 80°17′56″E / 13.5420°N 80.2990°E  | 成功                 |
|                                                                                    |                                          | |                                                 |                         |                                                                             |                      |
| 16.                                                                                | 极地轨道卫星运载火箭（C4）               | Kalpana-1号卫星 | 2002年9月12日 10时23分40秒 15时53分40秒         | 地球同步轉移軌道        | 萨迪什·达万航天中心一号发射工位 13°32′31″N 80°17′56″E / 13.5420°N 80.2990°E | 成功                 |
|                                                                                    |                                          | |                                                 |                         |                                                                             |                      |
| 17.                                                                                | 地球同步轨道卫星运载火箭1A型号（D2）     | GSAT-2号卫星 | 2003年5月8日 11时28分 16时58分                  | 地球同步轉移軌道        | 萨迪什·达万航天中心一号发射工位 13°32′31″N 80°17′56″E / 13.5420°N 80.2990°E | 成功                 |
| 18.                                                                                | 极地轨道卫星运载火箭（C5）               | ResourceSat-1号卫星 | 2003年10月17日 04时52分08秒 10时22分08秒        | 太阳同步轨道            | 萨迪什·达万航天中心一号发射工位 13°32′31″N 80°17′56″E / 13.5420°N 80.2990°E | 成功                 |
|                                                                                    |                                          | |                                                 |                         |                                                                             |                      |
| 19.                                                                                | 地球同步轨道卫星运载火箭1B型号（F01）    | EDUSAT卫星 | 2004年9月20日 10时31分 16时01分                 | 地球同步轉移軌道        | 萨迪什·达万航天中心一号发射工位 13°32′31″N 80°17′56″E / 13.5420°N 80.2990°E | 成功                 |
|                                                                                    |                                          | |                                                 |                         |                                                                             |                      |
| 20.                                                                                | 极地轨道卫星运载火箭（C6）               | CartoSat-1号卫星 HAMSAT卫星 | 2005年5月5日 04时45分 10时15分                  | 太阳同步轨道            | 萨迪什·达万航天中心二号发射工位 13°43′12″N 80°13′49″E / 13.7199°N 80.2304°E | 成功                 |
|                                                                                    |                                          | |                                                 |                         |                                                                             |                      |
| 21.                                                                                | 地球同步轨道卫星运载火箭1B型号（F02）    | INSAT-4C号卫星 | 2006年7月10日 12时08分 17时38分                 | 地球同步轉移軌道        | 萨迪什·达万航天中心二号发射工位 13°43′12″N 80°13′49″E / 13.7199°N 80.2304°E | 失败                 |
|                                                                                    |                                          | |                                                 |                         |                                                                             |                      |
| 22.                                                                                | 极地轨道卫星运载火箭（C7）               | CartoSat-2号卫星 · （ 印度） 太空舱返回实验 · （ 印度） LAPAN-TUBsat卫星 · （ 印度尼西亞） PEHUENSAT-1号卫星 · （ 阿根廷） | 2007年1月10日 03时54分 09时24分                 | 极地轨道                | 萨迪什·达万航天中心一号发射工位 13°32′31″N 80°17′56″E / 13.5420°N 80.2990°E | 成功                 |
| 23.                                                                                | 极地轨道卫星运载火箭-CA（C8）            | 伽玛射线轻型探测器 · （ 義大利） AAM卫星 · （ 印度） | 2007年4月23日 10时00分 15时30分                 | 近地轨道                | 萨迪什·达万航天中心二号发射工位 13°43′12″N 80°13′49″E / 13.7199°N 80.2304°E | 成功                 |
| 24.                                                                                | 地球同步轨道卫星运载火箭1B型号（F04）    | INSAT-4CR号卫星 | 2007年9月2日 12时51分 18时21分                  | 地球同步轉移軌道        | 萨迪什·达万航天中心二号发射工位 13°43′12″N 80°13′49″E / 13.7199°N 80.2304°E | 部分成功             |
|                                                                                    |                                          | |                                                 |                         |                                                                             |                      |
| 25.                                                                                | 极地轨道卫星运载火箭-CA（C10）           | 地平线8号卫星 · （ 以色列） | 2008年1月21日 03时45分 09时15分                 | 大椭圆轨道              | 萨迪什·达万航天中心一号发射工位 13°32′31″N 80°17′56″E / 13.5420°N 80.2990°E | 成功                 |
| 26.                                                                                | 极地轨道卫星运载火箭-CA（C9）            | Cartosat-2A号卫星 · （ 印度） IMS-1号卫星/TWSAT卫星 · （ 印度） RUBIN-8号卫星 · （ 德国） CanX-6号卫星 · （ 加拿大） CanX-2号卫星 · （ 加拿大） Cute-1.7+APD II号卫星 · （ 日本） Delfi-C3号卫星 · （ 荷蘭） SEEDS-2号卫星 · （ 日本） COMPASS-1号卫星 · （ 德国） AAUSAT-II号卫星 · （ 丹麦） | 2008年4月28日 03时53分51秒 09时23分51秒         | 太阳同步轨道            | 萨迪什·达万航天中心二号发射工位 13°43′12″N 80°13′49″E / 13.7199°N 80.2304°E | 成功                 |
| 27.                                                                                | 极地轨道卫星运载火箭-XL（C11）           | 月船1号月球探测器 | 2008年10月22日 00时52分 06时22分                | 地球同步轉移軌道        | 萨迪什·达万航天中心二号发射工位 13°43′12″N 80°13′49″E / 13.7199°N 80.2304°E | 成功                 |
|                                                                                    |                                          | |                                                 |                         |                                                                             |                      |
| 28.                                                                                | 极地轨道卫星运载火箭-CA（C12）           | RISAT-2号卫星 ANUSAT卫星 | 2009年4月20日 01时15分 06时45分                 | 近地轨道                | 萨迪什·达万航天中心二号发射工位 13°43′12″N 80°13′49″E / 13.7199°N 80.2304°E | 成功                 |
| 29.                                                                                | 极地轨道卫星运载火箭-CA（C14）           | Oceansat-2号卫星 · （ 印度） Rubin 9.1号卫星 · （ 盧森堡） Rubin 9.2号卫星 · （ 德国） SwissCube-1号卫星 · （ 瑞士） BeeSat卫星 · （ 德国） UWE-2号卫星 · （ 德国） ITUpSAT1号卫星 · （ 土耳其）                                                                                               | 2009年9月23日 06时21分 11时51分                 | 太阳同步轨道            | 萨迪什·达万航天中心一号发射工位 13°32′31″N 80°17′56″E / 13.5420°N 80.2990°E | 成功                 |
| 2010年代：2010年－2011年－2012年－2013年－2014年 ↑                                 |                                          | |                                                 |                         |                                                                             |                      |
|                                                                                    |                                          | |                                                 |                         |                                                                             |                      |
| 30.                                                                                | 地球同步轨道卫星运载火箭2型号（D3）      | GSAT-4号卫星 | 2010年4月15日 10时57分 16时27分                 | 地球同步轉移軌道        | 萨迪什·达万航天中心二号发射工位 13°43′12″N 80°13′49″E / 13.7199°N 80.2304°E | 失败                 |
| 31.                                                                                | 极地轨道卫星运载火箭-CA（C15）           | Cartosat-2B号卫星 · （ 印度） ALSAT-2A号卫星 · （ 阿尔及利亚） AISSat-1号卫星 · （ 挪威） TIsat-1号卫星 · （ 瑞士） STUDSAT卫星 · （ 印度） | 2010年7月12日 03时52分 09时22分                 | 太阳同步轨道            | 萨迪什·达万航天中心一号发射工位 13°32′31″N 80°17′56″E / 13.5420°N 80.2990°E | 成功                 |
| 32.                                                                                | 地球同步轨道卫星运载火箭1C型号（D4/F06） | GSAT-5P号卫星 | 2010年12月25日 10时34分 16时04分                | 地球同步轉移軌道        | 萨迪什·达万航天中心二号发射工位 13°43′12″N 80°13′49″E / 13.7199°N 80.2304°E | 失败                 |
|                                                                                    |                                          | |                                                 |                         |                                                                             |                      |
| 33.                                                                                | 极地轨道卫星运载火箭（C16）              | ResourceSat-2号卫星 · （ 印度） X-Sat卫星 · （ 新加坡） YouthSat卫星 · （ 印度/ 俄羅斯） | 2011年4月20日 04时42分 10时12分                 | 太阳同步轨道            | 萨迪什·达万航天中心一号发射工位 13°32′31″N 80°17′56″E / 13.5420°N 80.2990°E | 成功                 |
| 34.                                                                                | 极地轨道卫星运载火箭-XL（C17）           | GSAT-12号卫星 | 2011年7月15日 11时18分 16时48分                 | 大椭圆轨道              | 萨迪什·达万航天中心二号发射工位 13°43′12″N 80°13′49″E / 13.7199°N 80.2304°E | 成功                 |
| 35.                                                                                | 极地轨道卫星运载火箭-CA（C18）           | Megha-Tropiques卫星 · （ 印度/ 法國） SRMSAT卫星 · （ 印度） Jugnu卫星 · （ 印度） VesselSat-1号卫星 · （ 盧森堡） | 2011年10月12日 05时31分 11时01分                | 近地轨道                | 萨迪什·达万航天中心一号发射工位 13°32′31″N 80°17′56″E / 13.5420°N 80.2990°E | 成功                 |
|                                                                                    |                                          | |                                                 |                         |                                                                             |                      |
| 36.                                                                                | 极地轨道卫星运载火箭-XL（C19）           | RISAT-1号卫星 | 2012年4月26日 00时17分 05时47分                 | 极地轨道                | 萨迪什·达万航天中心一号发射工位 13°32′31″N 80°17′56″E / 13.5420°N 80.2990°E | 成功                 |
| 37.                                                                                | 极地轨道卫星运载火箭-CA（C21）           | SPOT-6号卫星（ 法國） PROITERES卫星 · （ 日本） mRESINS卫星 · （ 印度） | 2012年9月9日 04时23分 09时53分                  | 极地轨道                | 萨迪什·达万航天中心一号发射工位 13°32′31″N 80°17′56″E / 13.5420°N 80.2990°E | 成功                 |
|                                                                                    |                                          | |                                                 |                         |                                                                             |                      |
| 38.                                                                                | 极地轨道卫星运载火箭-CA（C20）           | SARAL卫星 · （ 印度/ 法國） Sapphire卫星 · （ 加拿大） NEOSSat卫星 · （ 加拿大） TUGSAT-1号卫星 · （ 奥地利） UniBRITE-1号卫星 · （ 奥地利） STRaND-1号卫星 · （ 英国） AAUSAT3号卫星 · （ 丹麦）                                                                                              | 2013年2月25日 12时31分 18时01分                 | 太阳同步轨道            | 萨迪什·达万航天中心一号发射工位 13°32′31″N 80°17′56″E / 13.5420°N 80.2990°E | 成功                 |
| 39.                                                                                | 极地轨道卫星运载火箭-XL（C22）           | IRNSS-1A号卫星 | 2013年7月1日 18时11分05秒 23时41分05秒          | 地球同步轉移軌道        | 萨迪什·达万航天中心一号发射工位 13°32′31″N 80°17′56″E / 13.5420°N 80.2990°E | 成功                 |
| 40.                                                                                | 极地轨道卫星运载火箭-XL（C25）           | 火星軌道探測器 | 2013年11月5日 09时08分 14时38分                 | 地火转移轨道            | 萨迪什·达万航天中心一号发射工位 13°32′31″N 80°17′56″E / 13.5420°N 80.2990°E | 成功                 |
|                                                                                    |                                          | |                                                 |                         |                                                                             |                      |
| 41.                                                                                | 地球同步轨道卫星运载火箭2型号（D5）      | GSAT-14号卫星 | 2014年1月5日 10时48分 16时18分                  | 地球同步轉移軌道        | 萨迪什·达万航天中心二号发射工位 13°43′12″N 80°13′49″E / 13.7199°N 80.2304°E | 成功                 |
| 42.                                                                                | 极地轨道卫星运载火箭-XL（C24）           | IRNSS-1B号卫星 | 2014年4月4日 11时44分 17时14分                  | 地球同步轉移軌道        | 萨迪什·达万航天中心一号发射工位 13°32′31″N 80°17′56″E / 13.5420°N 80.2990°E | 成功                 |
| 43.                                                                                | 极地轨道卫星运载火箭-CA（C23）           | SPOT-7号卫星 · （ 法國） CanX-4号卫星（NLS7.1） · （ 加拿大） CanX-5号卫星（NLS7.2） · （ 加拿大） AISSat-2号卫星 · （ 德国） VELOX-1号卫星 · （ 新加坡） | 2014年6月30日 04时22分 09时52分                 | 极地轨道                | 萨迪什·达万航天中心一号发射工位 13°32′31″N 80°17′56″E / 13.5420°N 80.2990°E | 成功                 |
| 44.                                                                                | 极地轨道卫星运载火箭-XL（C26）           | IRNSS-1C号卫星 | 2014年10月15日 20时02分 2014年10月16日 01时32分 | 地球同步轉移軌道        | 萨迪什·达万航天中心一号发射工位 13°32′31″N 80°17′56″E / 13.5420°N 80.2990°E | 成功                 |
| 45                                                                                 | 地球同步卫星运载火箭3型号（X）           | （试验载荷） | 2014年12月18日                                  | 亚轨道                  | 萨迪什·达万航天中心                                                         | 成功                 |
|                                                                                    |                                          | |                                                 |                         |                                                                             |                      |
| 46                                                                                 | 极地轨道卫星运载火箭-XL（C27）           | IRNSS-1D號衛星 | 2015年3月28日                                   | 地球同步轉移軌道        | 萨迪什·达万航天中心                                                         | 成功                 |
| 47                                                                                 | 极地轨道卫星运载火箭-XL（C28）           | UK-DMC 3號衛星 | 2015年7月10日                                   | 太阳同步轨道            | 萨迪什·达万航天中心                                                         | 成功                 |
| 48                                                                                 | 地球同步轨道卫星运载火箭2型号（D6）      | GSAT-6號衛星 | 2015年8月27日                                   | 地球同步轉移軌道        | 萨迪什·达万航天中心                                                         | 成功                 |
| 49                                                                                 | 极地轨道卫星运载火箭-XL（C30）           | Astrosat | 2015年7月10日                                   | 近赤道軌道              | 萨迪什·达万航天中心                                                         | 成功                 |
| 50                                                                                 | 极地轨道卫星运载火箭-CA（C29）           | 6 枚新加坡衛星 | 2015年12月16日                                  | N/A                     | 萨迪什·达万航天中心                                                         | 成功                 |
|                                                                                    |                                          | |                                                 |                         |                                                                             |                      |
| 51                                                                                 | 极地轨道卫星运载火箭-XL（C31）           | IRNSS-1E | 2016年1月20日                                   | 地球同步轉移軌道        | 萨迪什·达万航天中心                                                         | 成功                 |
| 52                                                                                 | 极地轨道卫星运载火箭-XL（C32）           | IRNSS-1F | 2016年3月10日                                   | 地球同步轉移軌道        | 萨迪什·达万航天中心                                                         | 成功                 |
| 53                                                                                 | 极地轨道卫星运载火箭-XL（C33）           | IRNSS-1G | 2016年4月28日                                   | 地球同步轉移軌道        | 萨迪什·达万航天中心                                                         | 成功                 |
| 54                                                                                 | 极地轨道卫星运载火箭-XL（C34）           | 20枚衛星 | 2016年6月22日                                   | 太阳同步轨道            | 萨迪什·达万航天中心                                                         | 成功                 |
| 55                                                                                 | 地球同步轨道卫星运载火箭2型号（F05）     | INSAT-3DR號衛星 | 2016年9月8日                                    | 地球同步轉移軌道        | 萨迪什·达万航天中心                                                         | 成功                 |
| 56                                                                                 | 极地轨道卫星运载火箭-XL（C35）           | ScatSat-1 | 2016年9月26日                                   | 720km低地球軌道         | 萨迪什·达万航天中心                                                         | 成功                 |
| 57                                                                                 | 极地轨道卫星运载火箭-XL（C36）           | Resourcesat-2A | 2016年12月7日                                   | 8170km低地球軌道        | 萨迪什·达万航天中心                                                         | 成功                 |
|                                                                                    |                                          | |                                                 |                         |                                                                             |                      |
| 58                                                                                 | 极地轨道卫星运载火箭-XL（C37）           | ScatSat-1 | 2017年2月15日                                   | 510km太阳同步轨道       | 萨迪什·达万航天中心                                                         | 成功                 |
| 59                                                                                 | 地球同步轨道卫星运载火箭2型号（F09）     | GSAT-9號衛星 | 2017年5月5日                                    | 地球同步轉移軌道        | 萨迪什·达万航天中心                                                         | 成功                 |
| 未来任务：2017年 ↑                                                                 |                                          | |                                                 |                         |                                                                             |                      |
|                                                                                    |                                          | |                                                 |                         |                                                                             |                      |

## 发射成败统计
以下是印度运载火箭的发射成败统计，以运载火箭将有效载荷顺利注入预定星箭分离轨道为成功标准。1979年至2016年間38年，印度共发射运载火箭56枚，平均每年发射1.47枚，其中发射成功44枚，部分成功4枚，失败8枚，达到了78.57%的发射成功率。其中极地轨道卫星运载火箭总共发射37枚，失败1枚，部分成功1枚，成功35枚，达到了94.59%的发射成功率。
| 印度运载火箭各型号发射成败统计 （截至2017年5月7日） | 印度运载火箭各型号发射成败统计 （截至2017年5月7日） | 印度运载火箭各型号发射成败统计 （截至2017年5月7日） | 印度运载火箭各型号发射成败统计 （截至2017年5月7日） | 印度运载火箭各型号发射成败统计 （截至2017年5月7日） | 印度运载火箭各型号发射成败统计 （截至2017年5月7日） |
| 型号                                                | 成功次数                                            | 部分成功次数                                        | 失败次数                                            | 总发射次数                                          | 发射成功率                                          |
| --------------------------------------------------- | --------------------------------------------------- | --------------------------------------------------- | --------------------------------------------------- | --------------------------------------------------- | --------------------------------------------------- |
| 卫星运载火箭3号                                     | 2                                                   | 1                                                   | 1                                                   | 4                                                   | 50.00%                                              |
| 加大推力卫星运载火箭                                | 1                                                   | 1                                                   | 2                                                   | 4                                                   | 25.00%                                              |
| 极地轨道卫星运载火箭                                | 37                                                  | 1                                                   | 1                                                   | 39                                                  | 94.87%                                              |
| 地球同步轨道卫星运载火箭                            | 6                                                   | 1                                                   | 4                                                   | 11                                                  | 55%                                                 |
| 地球同步卫星运载火箭3型号                           | 1                                                   | 0                                                   | 0                                                   | 1                                                   | 100%                                                |
| 总发射成功率：79.66%                                |                                                     |                                                     |                                                     |                                                     |                                                     |